# Juez de balanza
En las casas de moneda, el juez de balanza era la persona encargada de pesar el oro, plata y demás metales que entraban en la casa y que salían de modo que no se permitía su salida sin este requisito.
Para este empleo, se estipulaba que se eligiese persona de la mayor inteligencia en pesos y pesas. Asistía a la sala del despacho y a las juntas y conferencias que se ofrecieren siguiendo en asiento y voto a los ensayadores. Vivía en la misma casa o en su defecto tenía destinada una sala para registrar la moneda. Tenía a su cuidado los pesos, pesas, dinerales y balanzas de diferentes tamamaños, para hacer pesos por mayor y menor debiendo tener cuidado de que estuvieran corrientes.